# Колоња (Ферара)
Колоња (итал. Cologna) је насеље у Италији у округу Ферара, региону Емилија-Ромања.
Према процени из 2011. у насељу је живело 865 становника. Насеље се налази на надморској висини од 3 м.